# آنا ويشينك
آنا ويشينك (بالإنجليزية: Anna Wishink)‏ مواليد 28 مارس 1989 في هوبارت، هي لاعبة كرة مضرب أسترالية بدأت مسيرتها كمحترفة سنة 2008 تلعب باليد اليمنى. أعلى تصنيف لها كان 495.

## النهائيات

### الفردي (0–1)
| الحصيلة | الرقم | التاريخ     | المكان              | السطح | المنافس في النهائي | النقاط         |
| الوصيف  | 1.    | 9 مارس 2008 | هاميلتون، نيوزيلندا | صلب   | إلين باري          | 7-6(1) 1-6 4-6 |

## روابط خارجية
- آنا ويشينك على موقع رابطة محترفات التنس (الإنجليزية)
- آنا ويشينك على موقع الاتحاد الدولي لكرة المضرب (الإنجليزية)
- آنا ويشينك على موقع اتحاد التنس الأسترالي (الإنجليزية)
- آنا ويشينك على موقع إي إس بي إن.كوم (الإنجليزية)